# Hamburg-Francop

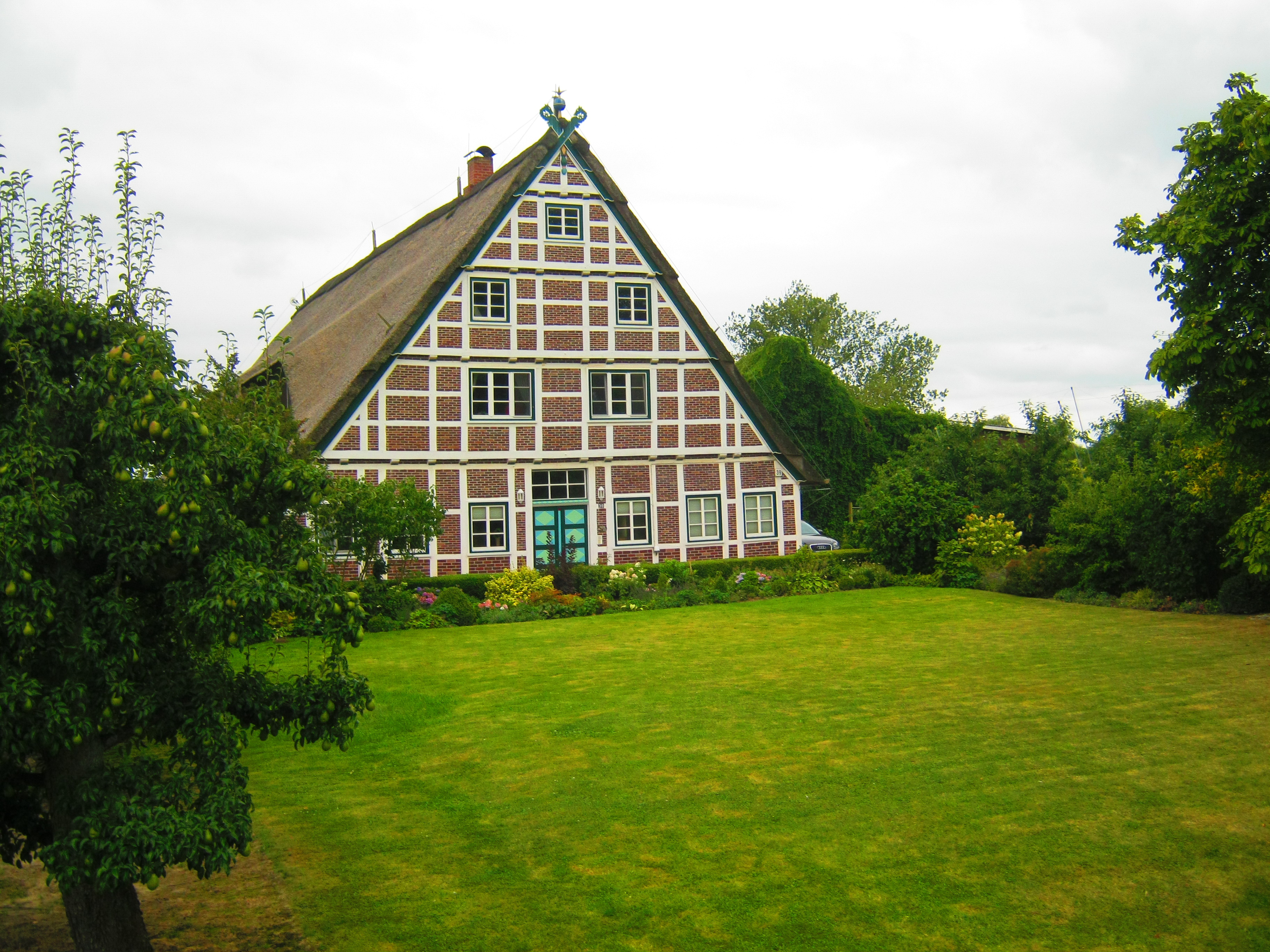
Vakwerkhuis Hohenwischer Strasse

 Francop  is een stadsdeel van Hamburg in het district Hamburg-Harburg .

## Geografie
Francop, in de 13e eeuw ontstaan als de cope van een zekere Frank, maakt deel uit van de bekende, aan de Elbe gelegen,  fruitteeltregio Altes Land.
Alle gebouwen van  het oude lintdorp Francop liggen aan één lange straat, die evenwel verschillende benamingen heeft.
Voor het overige bevinden zich hier voornamelijk fruitkwekerijen.
Er zijn nog heel wat oude vakwerkhuizen te zien.